# Język mogolski
Język mogolski – język z rodziny mongolskiej z terenów Afganistanu. Według raportów z badań terenowych prowadzonych na przełomie 1969 i 1970 roku język wyszedł niemal zupełnie z użycia i przestał być środkiem codziennej komunikacji. Dziś prawdopodobnie jest to już język wymarły.